# Eva Lamby-Schmitt
Eva Lamby-Schmitt (* 1992 in der Pfalz) ist eine deutsche Hörfunkjournalistin.

## Leben
Eva Lamby-Schmitt wuchs in Trier auf.
Nach dem Abitur studierte sie von 2011 bis 2016 Chinastudien und Medienkulturwissenschaften an der Universität zu Köln. Dazwischen machte sie einen Auslandsaufenthalt an der Katholischen Fu-Jen-Universität in Taipeh und absolvierte ein Jahr Auslandsstudium in Wirtschaftschinesisch an der Jiaotong-Universität Shanghai. Während des Studiums war sie im SWR-Studio Trier und beim WDR in Köln tätig. Von 2016 bis 2019 studierte sie an der Julius-Maximilians-Universität Würzburg China Business and Economics.
2020 beendete sie ihr Volontariat beim SWR. Danach war sie in der SWR-Wirtschaftsredaktion, im SWR-Studio Trier, dem ARD-Hauptstadtstudio in Berlin und bei MDR Aktuell in Leipzig tätig. Seit Dezember 2021 leitet sie das ARD-Auslandsstudio Shanghai.
Sie ist regelmäßiges Gast im ARD-Podcast Welt.Macht.China.
2023 gewann sie den 3. Platz des Kurt-Magnus-Preis.